# Evangelos Mantzios
Evangelos Mantzios, född 22 april 1983 i Aten, Grekland, är en grekisk fotbollsspelare som sedan 2013 spelar i grekiska Levadiakos FC. Tidigare har han även spelat i Panathinaikos FC och Panionios FC. Mantzios debuterade i det grekiska landslaget 2005.